# یواس‌اس ترپانگ (اس‌اس‌ان-۶۷۴)
یواس‌اس ترپانگ (اس‌اس‌ان-۶۷۴) (به انگلیسی: USS Trepang (SSN-674)) یک زیردریایی بود که طول آن ۲۹۲ فوت ۳ اینچ (۸۹٫۰۸ متر) بود. این زیردریایی در سال ۱۹۶۹ ساخته شد.